# Wladimir Wassiljewitsch Gostjuchin

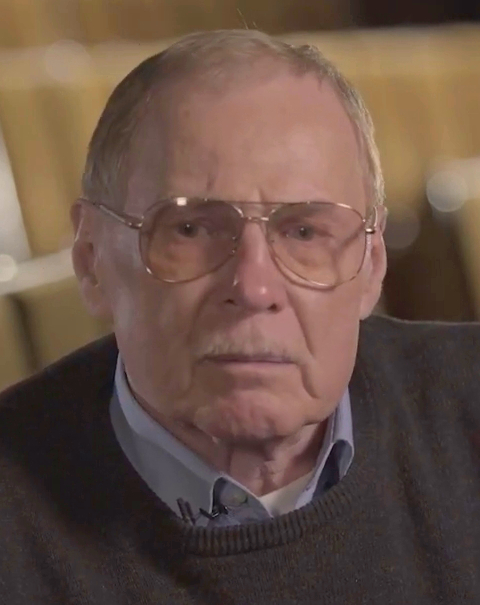
Wladimir Gostjuchin (2017)

Wladimir Wassiljewitsch Gostjuchin (auch: Vladimir Gostyukhin, russ. Владимир Васильевич Гостюхин; * 10. März 1946 in Swerdlowsk, Sowjetunion) ist ein russischer Film- und Theaterschauspieler sowie Regisseur.

## Werdegang
Seit 1970 hat Wladimir Gostjuchin in über 100 Film- und Serienproduktionen mitgespielt. Er ist in vierter Ehe mit der Schauspielerin Alla Prolich verheiratet und hat zwei Kinder mit zwei seiner früheren Ehefrauen.
Im Jahr 1977 war er im deutschen Kino zu sehen: Der Film Aufstieg gewann den "Goldenen Bären" bei der Berlinale in Berlin 1977. Einem breiteren westlichen Publikum wurde er durch den preisgekrönten sowjetisch-französischen Spielfilm Urga aus dem Jahr 1991 bekannt, in dem er den Lkw-Fahrer Sergej spielte. Der Film erhielt eine Oscar-Nominierung für den "Besten Fremdsprachigen Film" sowie den "Goldenen Löwen" bei den Internationalen Filmfestspielen in Venedig 1993.

## Filmografie (internationale Auswahl)
- 1977 Aufstieg (Восхождение), UdSSR
- 1983 Das Ufer (БЕРЕГ), UdSSR
- 1984 Mondscheinbogen, englisch Moon Rainbow (Лунная радуга Lunnaja raduga), UdSSR (Hauptrolle)[2]
- 1990 L'autostop (Автостоп), UdSSR/Italien/Schweiz
- 1991 Urga (Урга), UdSSR/Frankreich
- 2002 Die Legende von dem Schützen Fedot (Сказ про Федота-Стрельца), Russland
- 2002 Chechenia Warrior 2 (Война), Russland
- 2006 Quiet Flows the Don (Тихий Дон), Großbritannien/Russland
- 2008 Kampf der Barbaren (Русичи), Russland
- 2015 The Code of Cain (Код Каина), Weißrussland/Russland/Ukraine/USA